# 五一广场 (福州市)
五一广场建于1970年，位于中国福州市鼓樓區古田路與海底支路、海底路、廣達路的交汇处，靠近于山南麓。中心為福州市著名城標三山一水。占地面积7万平方米，是福州市大型政治文化集会活动的主要场所之一。

## 歷史
五一广场的前身是一片沼泽地，湖塘比邻，莲藕为多。唐末五代十国时期，闽太祖王审知以湖为壕，在于山脚下筑起一座城墙的，称“夹城”，形同月芽，所以也称“月城”。“月城”之南有莲池、莲宅、荷宅、半洋等地方。宋朝之后，湖塘逐渐淤积成良田。明朝时，改良田为校场，“其广四里”，又说“面积在三十亩以上，地极洼下”，供练兵演武之用。因其地在南门，所以称“南校场”。环场一周达4华里，四面以河为界。东西建有辕门，门外立有扬威坊；中央有一座阅武堂，东北隅有旗纛庙，为出征祭旗的场所。至清代，建有演武厅、堂室、长廊、亭榭，很有一些规模。

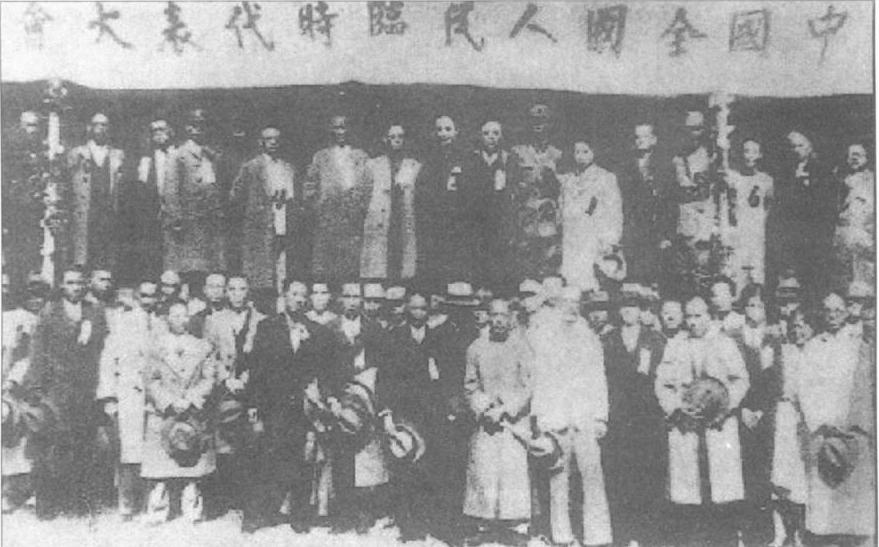
1933年11月20日，李济深、陈铭枢、蒋光鼐、蔡廷锴等人在福州南校场（今五一广场）召开“中国全国人民临时代表大会”，决定成立中华共和国。

## 附近建築
- 福建省科技館
- 福建大劇院
- 福州香格里拉酒店
- 於山堂
- 福州市展覽館
- 於山

## 公共交通
- 福州地铁一号线二号线：南門兜站